# Andreas von Zitzewitz
Andreas von Zitzewitz (* 14. Januar 1960 in Stuttgart) ist ein deutscher Manager.

## Leben
Er ist Sohn der Bankkaufmannstochter Elisabeth Franz und des Diplom-Ingenieurs Christian-Wilhelm von Zitzewitz (1929–2010), dessen Familienname auf ein pommersches Adelsgeschlecht zurückgeht, das 1169 erstmals urkundlich erwähnt wurde. Die Mutter war zeitweise als Oberlehrin tätig. Zitzewitz selbst begann nach einem Studium der Elektrotechnik seine berufliche Laufbahn bei Siemens. Er ist verheiratet und hat drei Kinder. Der Künstler Heinrich von Zitzewitz ist sein Onkel.

## Beruf
Andreas von Zitzewitz studierte Elektrotechnik in Stuttgart und promovierte an der Universität Bochum zum Dr.- Ing. Ab 1986 war er bei Siemens zunächst im Halbleiter-Bereich tätig, 1995 wurde er Leiter des Bereiches Speicherprodukte.
Im Jahr 1999 wurde er in den Vorstand des Halbleiterherstellers Infineon, eines Tochter-Unternehmens von Siemens, berufen. Aus diesem Vertrag ist er 2005 wegen einer Bestechungsaffäre ausgeschieden. Im November 2006 wurde er wegen Vorteilsnahme zu einem Jahr Haft auf Bewährung und einer Geldstrafe von 90.000 Euro verurteilt. Ab November 2006 gelang ihm innerhalb weniger Monate die Sanierung des Reisemobilherstellers BavariaCamp (nahe Landsberg am Lech).
Im März 2008 wurde er Leiter der Komponentensparte der Conergy AG und wurde im Januar 2009 in den dortigen Vorstand berufen, ein halbes Jahr später zum stellvertretenden Vorstandsvorsitzenden ernannt. Im August 2010 verließ er wegen Meinungsverschiedenheiten in der Führungsspitze den Solarkonzern.
Bei einem anderen führenden Unternehmen der Solarbranche – der Q-Cells SE – wurde er im August 2011 zum Vorstand für Technologie, Produktion, Qualität, Supply Chain & Einkauf berufen. Nach der Insolvenz der Q-Cells SE und deren Übernahme durch die südkoreanische Hanwha Gruppe wurde im Oktober 2012 das Unternehmen Hanwha Q CELLS gegründet. Dort trug Andreas von Zitzewitz als COO in der Geschäftsführung die globale Verantwortung für Qualität, Technologie und Produktion. Im Dezember 2014 hat er das Unternehmen Hanhwa Q CELLS verlassen.